# Nassau (Schiff, 1909)
Die Nassau war das erste Großlinienschiff (Schlachtschiff) der Kaiserlichen Marine des Deutschen Reiches. Benannt war sie nach der damaligen preußischen Provinz Hessen-Nassau.

## Geschichte
Die Nassau wurde als Ersatz für die vor der Ausmusterung stehende, über 25 Jahre alte Panzerkorvette Bayern der Sachsen-Klasse in den Marinehaushalt eingeplant, ebenso wie ihre Schwesterschiffe Westfalen, Rheinland und Posen, die ebenfalls veraltete Panzerkorvetten ersetzten und alle nach preußischen Provinzen benannt waren.

### Konstruktion und Bau

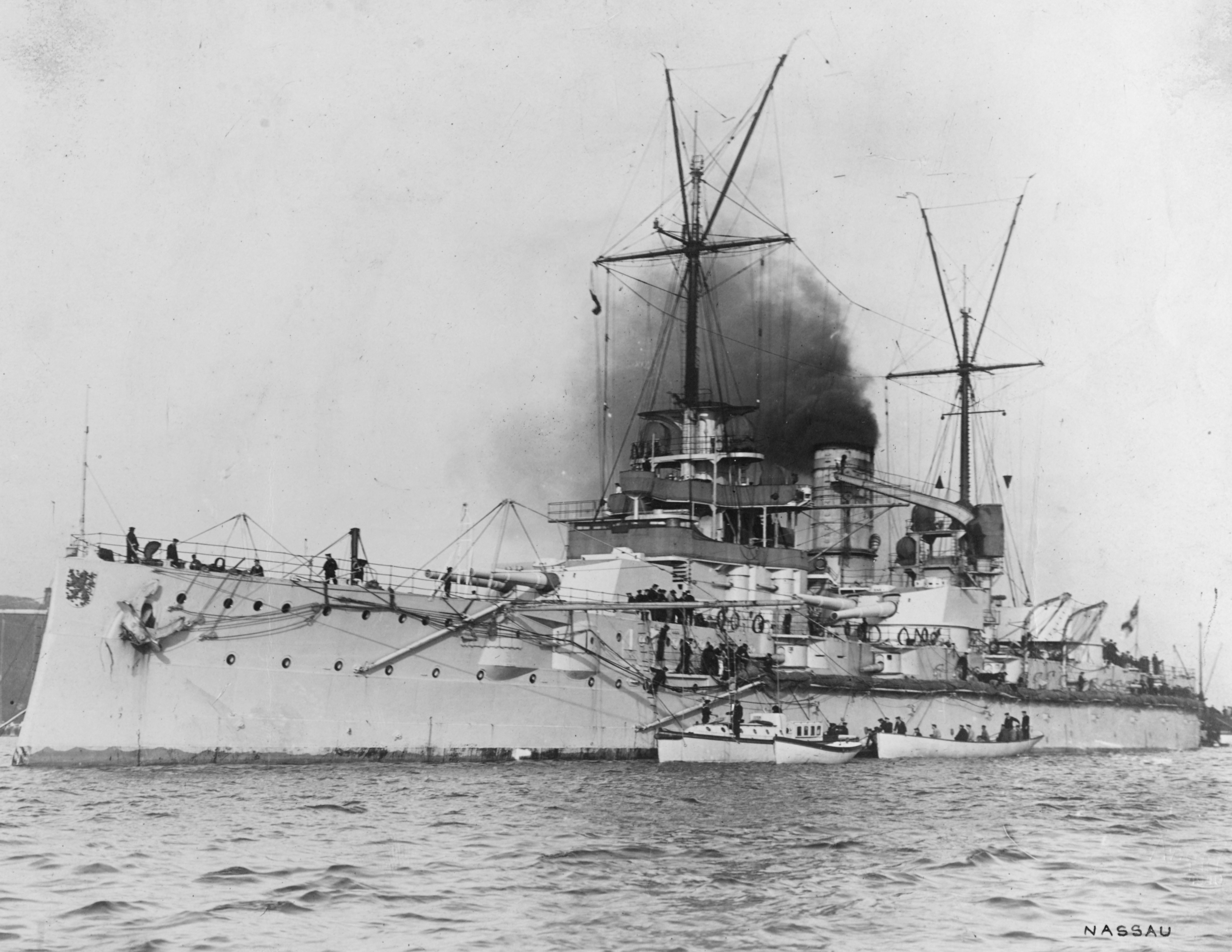
Die Nassau 1910

Die Nassau-Klasse wird häufig als typischer „Antwortbau“ auf die britische Dreadnought und auf die amerikanische South-Carolina-Klasse verstanden. Dies entspricht jedoch nicht den Tatsachen, denn die Planungen reichen bis ins Jahr 1904 zurück. Die Kaiserliche Marine hatte, ebenso wie die britische und die amerikanische, schon länger erkannt, dass die Probleme der Koordination von Geschützen verschiedener Kaliber durch den Übergang zu einem Schlachtschiff mit einheitlichem Geschützkaliber gelöst werden können. Zudem verdeutlichte die Seeschlacht bei Tsushima im Mai 1905, dass bei zukünftigen Konflikten mit einer erheblich größeren Schussweite der Kanonen gerechnet werden musste. Damalige Annahmen gingen von einer durchschnittlichen Gefechtsentfernung von ca. 2000 bis 3000 Metern aus, während bei Tsushima der Kampf auf 7000 bis 8000 Meter stattfand.
Die sechs Geschütztürme der Nassau waren in Hexagonalaufstellung eingebaut. Dies hatte den Nachteil, dass bei insgesamt zwölf Geschützrohren des Kalibers 28 cm nur acht gleichzeitig nach den Seiten hin feuern konnten; nach vorn und nach achtern waren es sogar nur sechs. Andererseits gab es eine sogenannte Feuerleereserve: Wären im Gefecht die Türme der einen Schiffseite zerstört worden, hätten nach einem Wendemanöver oder im Mêlée noch die der anderen Seite eingesetzt werden können.
Ein Grund für diese ungünstige Aufstellung war der Umstand, dass die Nassau und ihre drei Schwesterschiffe mit konventionellen Kolbendampfmaschinen ausgerüstet werden mussten. Die Bauhöhe der Maschinen ließ es nicht zu, die mittleren Geschütztürme auf der Mittellinie des Schiffskörpers einzubauen, von wo aus sie nach beiden Seiten hätten feuern können. Eine sogenannte „überhöhte Endaufstellung“, d. h. vor und hinter den Maschinen wie bei der South-Carolina-Klasse, bei der ein Turm über den anderen hinwegfeuern konnte, wurde verworfen, weil man befürchtete, dass beim Feuern über die Schiffsenden der entstehende Gasdruck zu Schäden am unteren, überfeuerten Turm führen könnte. Erst bei der Planung der späteren Kaiser-Klasse waren diese Bedenken zerstreut.
Ein weiterer Grund war, dass Admiral von Tirpitz großen Wert auf eine starke Rundumfeuerkraft legte, da er Nahkämpfe zwischen Schlachtschiffen nach wie vor für möglich hielt. Um die Breite des Rumpfes in Grenzen zu halten, waren anfangs seitliche Einzeltürme eingeplant, die beim endgültigen Entwurf aber durch Doppeltürme ersetzt wurden, da das Verhältnis zwischen der Feuerkraft und dem Gewicht von Türmen und Panzerung sonst zu ungünstig gewesen wäre. Der dadurch bedingte große Abstand zwischen der Außenwand des Rumpfes und dem Torpedoschott verbesserte die Standfestigkeit gegen Unterwassertreffer durch Minen und Torpedos.
Wegen der großen Rumpfbreite nahm man anfangs an, auf Schlingerkiele verzichten zu können. Während der Erprobungen stellte sich jedoch heraus, dass es auf bestimmten Kursen zu einer Synchronität mit der Dünung der Nordsee kam, was heftige Rollbewegungen des Schiffes verursachte. Durch den nachträglichen Anbau der Schlingerkiele wurden die Schiffsbewegungen wesentlich ruhiger, was auch einen positiven Einfluss auf die Zielgenauigkeit der Geschütze hatte.

## Einsatz

### Erster Weltkrieg
Die Nassau hat bei vielen Unternehmen der Kaiserlichen Marine in der Nordsee mitgewirkt. Höhepunkt war ihre Beteiligung an der Skagerrakschlacht, in der sie durch zwei Granattreffer der Mittleren Artillerie und eine Kollision mit dem britischen Zerstörer Spitfire beschädigt wurde. Elf Tote und 16 Verwundete waren auf dem Schiff zu beklagen. Gemeinsam mit der Thüringen konnte während der Schlacht die Black Prince entdeckt werden, welche in der Folge durch Beschuss der deutschen Kriegsschiffe versenkt wurde.
Nach anschließendem Werftaufenthalt zur Reparatur der Schäden war die Nassau am 10. Juli 1916 wieder einsatzbereit.
1917 kam es zu einer Matrosenmeuterei gegen die Weiterführung des Krieges unter maßgeblicher Beteiligung von Joseph Götz.

#### Liste der Einsätze
- 6. bis 20. August 1915: Vorstoß in die Rigaer Bucht
- 5. bis 6. März 1916: Erfolgloser Vorstoß in die Hoofden
- 25. bis 26. März 1916: Abwehr eines britischen Angriffs auf die Luftschiffhallen von Tondern
- 24. April 1916: Fernsicherung der Großen Kreuzer, die Great Yarmouth und Lowestoft beschossen.
- 31. Mai 1916: Skagerrakschlacht
- 18. bis 19. August 1916: Erfolgloser Vorstoß in die Nordsee
- 23. April 1918: Vorstoß in das Seegebiet vor Stavanger
- August 1918: Teilnahme an Unternehmen Schlußstein vorgesehen

## Verbleib
Gemäß den Bedingungen des Versailler Vertrages musste die Nassau am 5. November 1919 aus der Flottenliste gestrichen und am 7. April 1920 als Reparationsschiff „B“ an Japan ausgeliefert werden. Da die Japaner keine Verwendung für das ihnen zugesprochene Schiff hatten, verkauften sie es im Juni 1920 an eine britische Schrottfirma, die es in Dordrecht abwracken ließ.

## Kommandanten
| Dienstgrad      | Name             | Kommandozeit                            |
| --------------- | ---------------- | --------------------------------------- |
| Kapitän zur See | Schütz           | Oktober 1909 – September 1910           |
| Kapitän zur See | Gisberth Jasper  | 16. September 1910 – 30. September 1912 |
| Kapitän zur See | Ludolf von Uslar | 1. Oktober 1912 – 25. August 1915       |
| Kapitän zur See | Max Köthner      | August – November 1915                  |
| Kapitän zur See | Robert Kühne     | November 1915 – Februar 1916            |
| Kapitän zur See | Hans Klappenbach | März 1916 – Januar 1917                 |
| Kapitän zur See | Viktor Reclam    | Januar 1917 – November 1918             |
| Kapitän zur See | Hermann Bauer    | 6. November – 20. Dezember 1918         |